# Hindouisme en Indonésie
 (juillet 2016).
Si vous disposez d'ouvrages ou d'articles de référence ou si vous connaissez des sites web de qualité traitant du thème abordé ici, merci de compléter l'article en donnant les références utiles à sa vérifiabilité et en les liant à la section « Notes et références ».

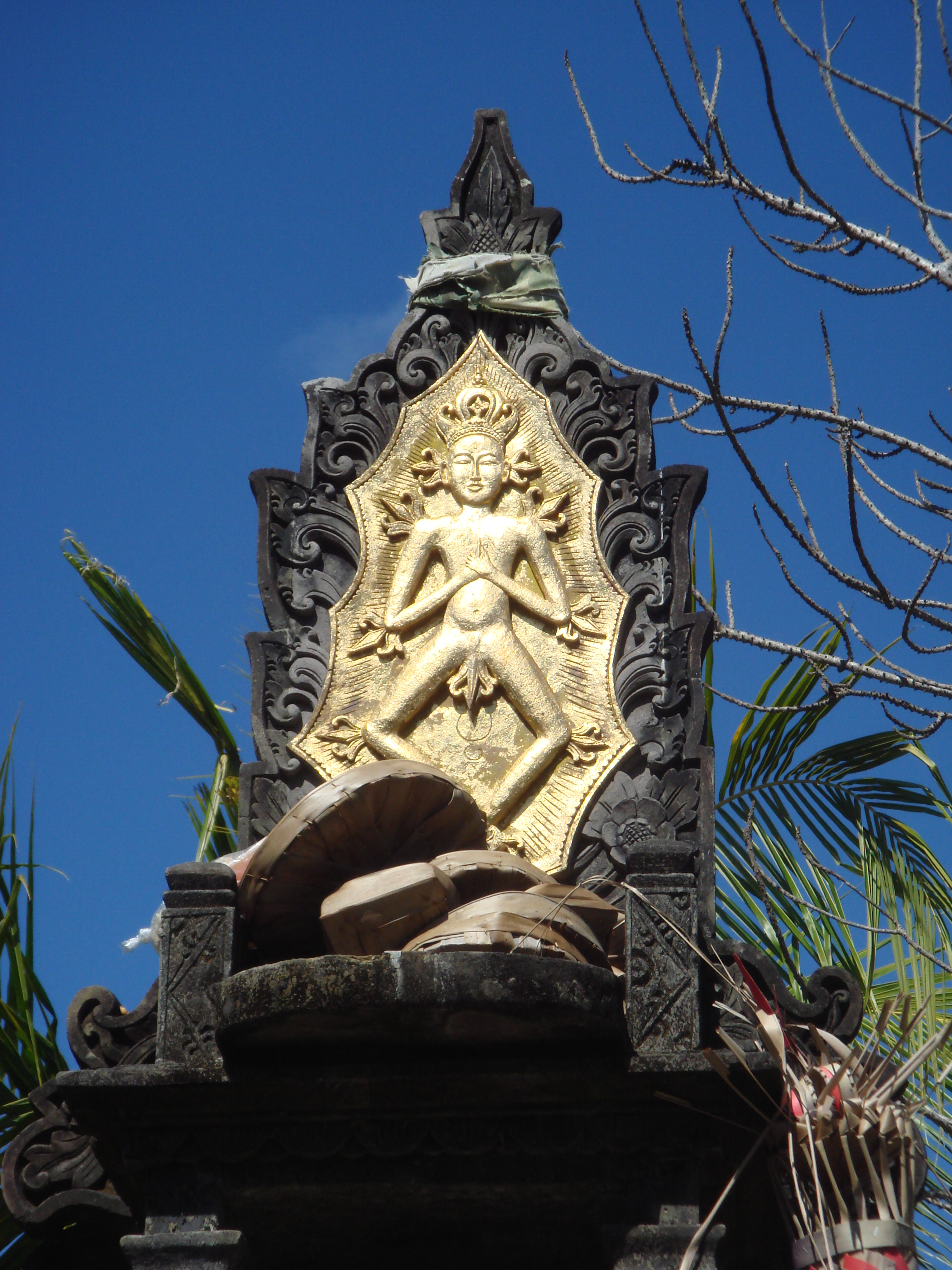
Acintya, le Dieu suprême de l'hindouisme indonésien

Sous le régime de Soeharto, l'hindouisme faisait partie des cinq religions officiellement reconnues ; une desquelles les Indonésiens devaient avoir mentionnée sur leur carte d'identité.

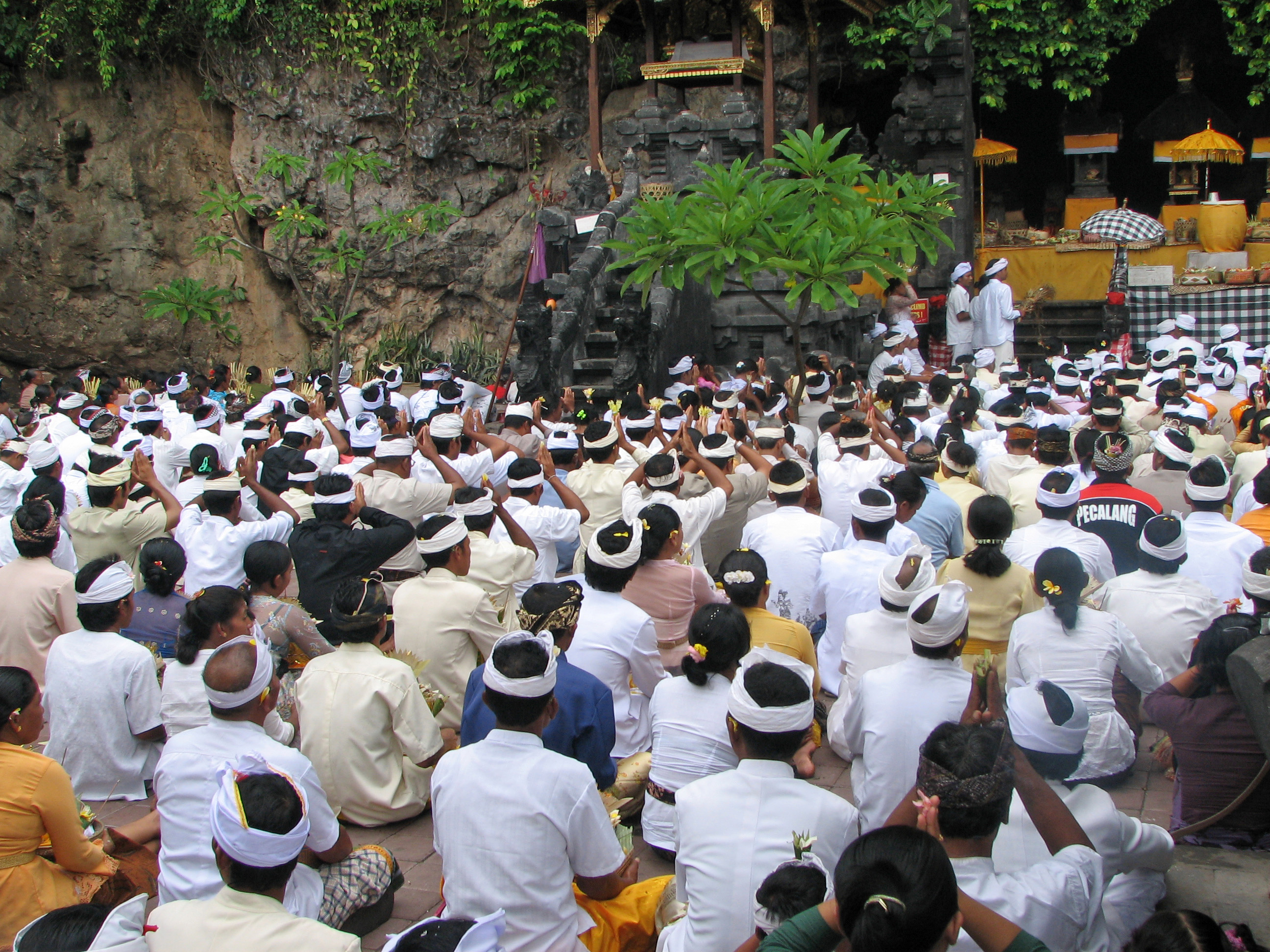
Cérémonie au temple de Goa Lawah (Bali).

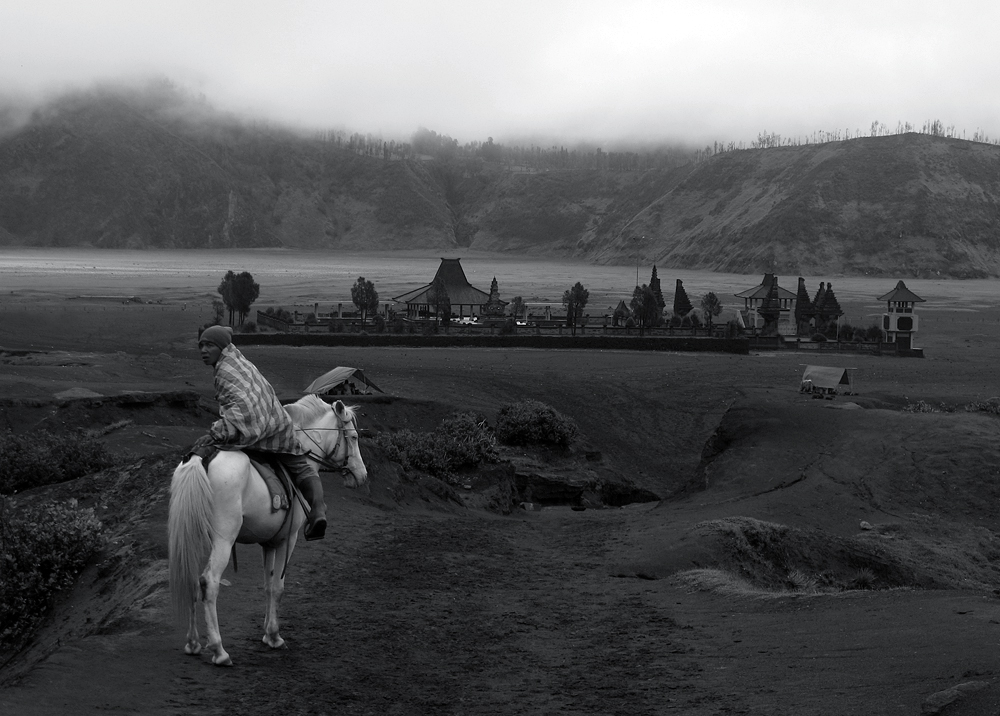
Temple hindouiste dans la caldeira du Tengger à Java oriental

Les chiffres officiels de 1998 indiquent que 80 % des Indonésiens sont musulmans, 5 % protestants, 3 % catholiques, 2 % hindouistes, 1 % bouddhistes, le 9 % étant constitué d'autres religions, ce qui inclut le judaïsme et le christianisme orthodoxe. 
L'Indonésie est née du désir de populations culturellement et religieusement diverses de construire une seule nation. Sa Constitution ne fait référence à aucune religion particulière. Elle revendique son passé hindou-bouddhique. Une illustration en sont les armoiries de la République, Garuda, l'oiseau de la mythologie hindoue qui sert de vahana (véhicule) à Vishnu pour descendre sur terre, et le nom de la compagnie aérienne nationale, Garuda Indonesia.
Ce passé a pour témoins les nombreux temples bouddhiques et hindouistes construits entre les VIIIe et XVe siècles, dont la plupart sont à Java.
Pour être en accord avec la Pancasila, l'hindouisme en Indonésie est monothéiste. Acintya est le Dieu suprême de l'hindouisme indonésien, et les autres divinités sont considérées comme étant des incarnations de ce dernier.

## Historique
Les Indonésiens entretiennent très tôt des relations commerciales avec l'Inde. Sans doute dès le IVe siècle av. J.-C., ce peuple marin à la recherche de marchés pour ses produits, navigue vers l'ouest. On admet maintenant que l'hindouisme n'a pas été apporté en Indonésie par des marchands mais par des brahmanes, sans doute invités par les souverains des petits États côtiers indonésiens. Des inscriptions en sanscrit, qu'on date des Ve et VIe siècles, ont été trouvées dans la région de Kutai dans l'est de Kalimantan, loin des routes commerciales internationales, et dans la région de Karawang à l'est de Jakarta. Elles révèlent l'honneur dont sont l'objet des lettrés indiens ou leurs disciples locaux à la cour. Les souverains de celles-ci étaient des chefs de villages regroupés par les besoins de l'irrigation nécessitant une autorité supérieure. Ces brahmanes supervisaient le culte du symbole phallique de Shiva, le linga, censé apporter les faveurs du dieu à leurs royaux protecteurs. Ce culte shivaïte était pour ces derniers source de prestige et d'autorité.
Avec les commerçants arabes, qui traversaient l'océan Indien dès le VIIIe siècle, et peut-être avant, l'islam commence à arriver dans l'archipel indonésien, à partir de Sumatra, et devient de plus en plus important à partir du XIe siècle. Il semble qu'alors une grande partie de la population, hindoue, était de caste inférieure, et étaient des intouchables, qui servaient et travaillaient pour une minorité de Brahmanes, la catégorie aisée et privilégiée de la population, dont de grands seigneurs. Le système des castes hindou, particulièrement élitiste et injuste, va contribuer à la chute de l'hindouisme en Indonésie : les plus pauvres, de la caste des intouchables, vont dès lors se tourner vers l'islam pour avoir l'espoir de meilleures perspectives sociales et sortir de la condition d'un système proche du servage, injuste, qui visait à servir quelques privilégiés. Le même phénomène s'observera par exemple, au Bengale, en Inde. Mais ce qui sera caractéristique de l'Indonésie, est que tout en se convertissant à l'islam, les croyants vont tenir à conserver des rituels ou croyances de ce passé hindouiste, pour ne pas négliger leurs ancêtres. Souvent, lors de la progression de l'islam, entre le XIe et le XVIe siècle, les derniers convertis seront les princes ou rois hindous, car leurs sujets seront devenus majoritairement musulmans.       
Aujourd'hui, la majorité des Indonésiens hindous peuplent l'île de Bali. On trouve encore des enclaves hindouistes à Java, sur les flancs du volcan Lawu (autour des temples de Cetho et Sukuh) dans le centre de l'île, et dans le massif du Tengger et dans les régions de Blitar, Malang et Banyuwangi à Java oriental.
Il y avait encore 15 % d'hindous dans les Indes Néerlandaises en 1885. Ce pourcentage va rapidement décliner dès les débuts du XXe siècle, pour se stabiliser à 2 ou 3 % dès 1936. 
Aujourd'hui, les hindous se retrouvent pratiquement partout en Indonésie, sauf en Irian Jaya (Papouasie Occidentale). Généralement, toutes les grandes villes de plus de 500 000 habitants en Indonésie possèdent au moins un temple hindouiste.  Mais ils représentent le plus souvent moins de 1 % de la population locale. Les fortes concentrations d'hindous se retrouvent à Bali, à l'est de Java, et au sud-est de Sumatra. Souvent, ils peuvent pratiquer deux religions, comme c'est souvent le cas en Indonésie, et ainsi, par exemple, ils peuvent pratiquer un islam qui se mélange à des rituels ou de la culture hindouiste.    
Parfois, des musulmans peuvent pratiquer le culte hindouiste ou participer à des fêtes hindoues, comme c'est souvent le cas dans la région de Tengger et de nombreuses autres régions d' Indonésie. La majorité des Indonésiens sont conscients que leurs ancêtres étaient hindous ou bouddhistes, et ils portent un regard bienveillant et tolérant à l'Hindouisme et au Bouddhisme.